# 1923 في النرويج
فيما يلي قوائم الأحداث التي وقعت خلال عام 1923 في النرويج.

## سياسة

### تعيين في المنصب
- 6 مارس – أوتو باهر هالفورسن رئيس وزراء النرويج.
- 30 مايو – أبراهام تيودور بيرغه رئيس وزراء النرويج.

### انتهاء فترة المنصب
- 6 مارس – يوهان لودفيغ موفينكل وزير الخارجية في النرويج.
- 23 مايو – أوتو باهر هالفورسن رئيس وزراء النرويج.

## مواليد

### مارس
- 12 مارس – يالمار أندرسين متزلج سريع نرويجي.

## وفيات

### مايو
- 23 مايو – أوتو باهر هالفورسن (مواليد 1872) سياسي نرويجي.